# Spin Doctors
Spin Doctors — американская музыкальная группа из Нью-Йорка, получившая известность в начале 1990-х годов благодаря синглам «Two Princes» и «Little Miss Can’t Be Wrong», которая достигла в чарте Billboard Hot 100 7-й и 17-й позиций соответственно.

## История
В конце 1980-х годов в Нью-Йорке существовала группа под названием Trucking Company, в которую играли канадский гитарист Эрик Шенкман, Джон Поппер, а позднее Крис Баррон, школьный друг Поппера. Поппер покинул этот проект, чтобы полностью сосредоточиться на Blues Traveler. С изменением названия на Spin Doctors и приходом в группу Аарона Комесса и Марка Уайта весной 1989 года и начинается история группы.
Группа подписала контракт с Epic Records/Sony Music через A&R-менеджера Фрэнки Ларока. В январе 1991 года на Epic выходит дебютный EP группы Up for Grabs…Live, представляющие собой концертные записи, записанные в The Wetlands Preserve в Нижнем Манхэттене. В ноябре 1992 года эти EP-треки были перемикшированы и дополнены дополнительными другими живыми записями, составив альбом Homebelly Groove...Live.
Spin Doctors были известны своими довольно продолжительными живыми выступлениями, иногда джемуя даже больше, чем это видно на их концертных альбомах. Они также часто выступали с двойными шоу вместе с Blues Traveller, причём участники обеих групп все джемовали вместе, меняясь с сета Spin Doctors на сет Blues Traveller. Как пишет музыкальный сайт AllMusic, коллектив «смешивал мелодичный рок с фанковыми ритмами, интеллектуальными текстами и атмосферой джем-групп». У Spin Doctors есть много песен времён ранних клубных дней, которые никогда официально не выпускались, но продолжают распространяться через концертные записи.
Дебютный студийный альбом Spin Doctors, «Pocket Full of Kryptonite», был выпущен в августе 1991 года. Группа продолжала давать концерты, набирающих поклонников на низовом уровне, так как альбом в основном коммерчески игнорировался. Летом 1992 года группа гастролировала вместе дружественными джем-группами Widespread Panic, Blues Traveler и Phish. Тогда же к группе приходит и широкий успех, поскольку MTV начинает крутить их клипы на песни «Little Miss Can’t Be Wrong», а затем и «Two Princes», снятые режиссёром Ричем Мюрреем. Как отмечает AllMusic, «в начале 1990-х в Нью-Йорке „было много псевдо-хипповых, джем-ориентированных блюз-рокеров“, но большого успеха добились только одни — Spin Doctors. И добились успеха они потому, что не только умели погрузиться в ритмическую колею, но и имели чёткие попсовые навыки. Синглы „Little Miss Can’t Be Wrong“ и „Two Princes“ были умно написаны и полны чистых, коротких блюзоподобных соло и заискивающих попсовых мелодий. Pocket Full of Kryptonite уже год как вышел, когда MTV и радиостанции начали крутить „Little Miss Can’t Be Wrong“, но, начав её крутить, остановиться они уже не могли. Spin Doctors наутро стали сенсацией и начали продавать миллионы альбомов по всему миру».
В сентябре 1992 года альбом достиг золотого статуса, а затем получил дополнительный толчок в продажах после появления группы в Saturday Night Live в октябре того же года. Были выпущены дополнительные видео и синглы с альбома: «What Time Is It», «How Could You Want Him (When You Know You Could Have Me?)», and «Jimmy Olsen’s Blues». К июня 1993 года альбом имел статус трижды платиново. В конечном итоге альбом был распродан в количестве более пяти миллионов копий в США, и еще пять миллионов было продано за рубежом.
«[Их] популярность основана на универсальных добродетелях рок-н-ролла», — написал Rolling Stone, поместив группу на обложку выпуска от 7 января 1993 года. Spin Doctors появились в передаче Улица Сезам, напевая модифицированную версию «Two Princes», в которой подчеркивалась важность совместного использования. В том же году они записали кавер-версию песни «Have You Ever Seen the Rain?» для фильма «Филадельфия» и «Spanish Castle Magic» для трибьют-альбома Stone Free: A Tribute to Jimi Hendrix.
Второй студийный альбом, Turn It Upside Down, выпущенный в июне 1994 года, оказался не таким коммерчески успешным, как Pocket Full of Kryptonite, хотя он был продан тиражом продал миллион копий в США и ещё миллион за рубежом. Сингл с альбома «You Let Your Heart Go Too Fast» имел весьма умеренный успех: 42-я позиция в поп-чарте. Группа была номинирована на «Грэмми» 1994 года в категории «Лучшая вокальная рок-работа дуэта или группы».
Группа отправилась в трехмесячный тур и сыграла перед огромной аудиторией на фестивалях Вудсток'94 и в Гластонбери.
В сентябре 1994 года оригинальный гитарист Эрик Шенкман покинул группу, уйдя со сцены во время концерта в Беркли, Калифорния. В качестве причин ухода он назвал музыкальные и личные разногласия и усталость от дороги. Шенкмана заменил Энтони Кризан.
C Кризаном группа выпустила альбом You's Got To Believe in Something в мае 1996 года. Был издан сингл и видео «She Used to be Mine». Они выступали на Late Show с Дэвидом Леттерманом. На гастролях к группе присоединился Айван Невилл в качестве клавишника. В течение этого периода песня группы звучала во втором и третьем сезонах телевизионного шоу Spin City в качестве музыкальной темы. You's Got To Believe in Something не соответствовало предыдущим продажам прошлых альбомов; было продано только 75 000 экземпляров. Это повлекло к разрыву контракта со стороны Epic в том же году.
После гастролей, завершённых осенью 1996 года, Кризан в конечном итоге покинул группу по причинам, которые остаются относительно неизвестными. Его заменил израильский музыкант Эран Табиб после прослушивания почти 200 кандидатов.
В 1998 году Spin Doctors подписали контракт с Uptown/Universal и приступили к записи альбома Here Comes the Bride, в ходе работы на которым группу покинул басист Марк Уайт. Сам альбом вышел в июне 1999 года. Оставшиеся партии бас-гитары сыграл барабанщик Аарон Комесс. Во время тура в поддержку альбома Here Comes the Bride, Баррон потерял голос из-за редкой острой формой паралича голосовых связок, что сильно отразилось на его способность говорить, не говоря уже о пении. Ему сказали, что у него было 50 на 50 шансов когда-либо снова говорить или петь нормально. Клавишник Айван Невилл взял на себя обязанности вокалиста на несколько концертов, но группа в конечном итоге отменила оставшуюся часть своего тура.
Голос Баррона вернулся в начале 2000 года, и в марте того же года он начал выступать со своей группой и Give Daddy Five. Баррон взял на себя то, что он называет «опытом сочинительства подмастерья», сочиняя мелодии с Джоном Поппером Blues Traveller и бывшим руководителем BMI Джеффом Коэном.
Spin Doctors не выступали совместно как группа до сентября 2001 года, когда новости о закрытии легендарного места в Нью-Йорке Wetlands побудили четырёх оригианальных участников группы для воссоединения. 7 сентября 2001 года первоначальный состав вышел на сцену впервые с 1994 года, чтобы сыграть в Wetlands. Это была заключительная неделя закрытия клуба. Вечернее шоу имело большой успех для фанатов и группы.

## Дискография
- См. «Spin Doctors discography» в английском разделе.
- Pocket Full of Kryptonite (1991)
- Turn It Upside Down (1994)
- You've Got to Believe in Something (1996)
- Here Comes the Bride (1999)
- Nice Talking to Me (2005)
- If the River Was Whiskey (2013)